# Jaume Cardús i Reig
Jaume Cardús fou un sindicalista català. Era treballador mercantil i capdavanter de la branca sindicalista del CADCI. El 1916 va ser president de la Joventut Catalanista de Barcelona, adherida a la Unió Catalanista. L'11 de setembre del 1916 va llegir un manifest a la seu del CADCI Als obrers de Catalunya, de tendència obertament socialista, alhora que criticà el conservadorisme del sindicat davant certes reivindicacions socials. El 1920 formà un grup de tendència socialista dins el CADCI anomenat el Soviet, amb Xavier Casas, Josep Clotet, Manuel Juliachs i Mata i altres. El setembre de 1921 es mostrà contrari a les postures reformistes de la Federació de Dependents de Catalunya perquè les considerava inoperants.
L'agost de 1934 fou elegit president del CADCI i durant els fets del sis d'octubre del 1934 va donar suport la proclamació de la República Catalana de Lluís Companys, raó per la qual fou empresonat. Fou alliberat després de la victòria del Front Popular a les eleccions generals espanyoles de 1936.